# Ruda, Turiisk
Ruda (în ucraineană Руда) este un sat în comuna Haikî din raionul Turiisk, regiunea Volînia, Ucraina.

## Demografie
Componența lingvistică a localității Ruda
     Ucraineană (98,39%)
     Rusă (1,61%)
Conform recensământului din 2001, majoritatea populației localității Ruda era vorbitoare de ucraineană (98,39%), existând în minoritate și vorbitori de rusă (1,61%).